# August 2017
Portal Geschichte | Portal Biografien | Aktuelle Ereignisse | Jahreskalender | Tagesartikel

◄ |
20. Jahrhundert |
21. Jahrhundert

◄ |
1980er |
1990er |
2000er |
2010er
| 2020er | 2030er | 2040er

◄ |
2013 |
2014 |
2015 |
2016 |
2017
| 2018 | 2019 | 2020 | 2021 | ►

◄ |
Mai 2017 |
Juni 2017 |
Juli 2017 |
August 2017 |
September 2017 |
Oktober 2017 |
November 2017 |
►
Dieser Artikel behandelt tagesbezogene Nachrichten und Ereignisse im August 2017.

## Tagesgeschehen

### Dienstag, 1. August 2017
- Herat/Afghanistan: In der schiitischen Jawadi-Moschee werden mit einer Schusswaffe und einem Sprengstoffgürtel mindestens 29 Besucher getötet. Seit Jahresbeginn häufen sich in Afghanistan die Angriffe auf Schiiten durch die Terrororganisation Islamischer Staat.[1][2]

### Mittwoch, 2. August 2017
- Berlin/Deutschland: Auf dem „Nationalen Forum Diesel“ des Bundesverkehrsministeriums und des -umweltministeriums unter Beteiligung weiterer Ministerien, Entscheidungsträger der Länder sowie Vertretern der Automobilindustrie soll nach den Abgasskandalen und dem Urteil des Verwaltungsgerichts Stuttgart zur Luftreinhaltung eine Lösung zur Reduzierung der Schadstoffemissionen bei Diesel-Pkw erreicht werden. Die Teilnahme von Umwelt- und Verbraucherschutzverbänden wurde abgelehnt. Die Hersteller verpflichten sich, die Emissionen von über fünf Millionen Kfz durch Software-Änderungen um bis zu 30 % bis Ende des Jahres zu senken. In der Folge wird voraussichtlich der Kraftstoffverbrauch dieser Fahrzeuge steigen.[3][4]
- Berlin/Deutschland: Das Bundesinstitut für Risikobewertung reagiert auf Analysen über zu hohe Fipronil-Rückstände in Konsumeiern und informiert über ein potenziell akutes Gesundheitsrisiko für Kinder. In Belgien wurde ein Ei mit der 1,6-fachen Menge des zulässigen Werts analysiert. Die Herkunft der betroffenen Lebensmittel sind die Niederlande, in Deutschland stehen Millionen Eier unter Verdacht.[5]
- Am Earth Overshoot Day 2017 (auch „Welterschöpfungstag“ oder „Erdüberlastungstag“) ist nach Berechnungen des Global Footprint Networks jene Menge an Ressourcen der Erde für 2017 verbraucht, die der Weltbevölkerung zur Verfügung stünde, wenn sie nur so viele Rohstoffe nutzte, wie sich im selben Zeitraum regenerieren.[6]

### Donnerstag, 3. August 2017

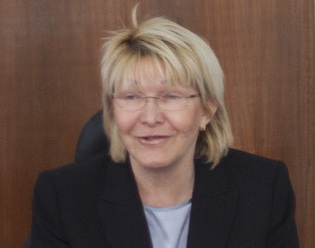
Luisa Ortega Díaz

- Caracas/Venezuela: Generalstaatsanwältin Luisa Ortega Díaz verdächtigt die Regierung Maduro der Manipulation der Wahl zur verfassunggebenden Versammlung am 30. Juli und fordert, die Abstimmung zu annullieren. Vor Gericht reicht ihre Behörde einen Antrag ein, um die für Freitag geplante Konstituierung der Versammlung zu verhindern.[7]
- Pontresina/Schweiz: Zehn Minuten nach dem Start stürzt im Diavolezza-Gebiet ein Kleinflugzeug ab. Dabei werden zwei Passagiere sowie der Pilot getötet und eine Person wird schwer verletzt.[8]

### Freitag, 4. August 2017
- Essen, Mülheim/Deutschland: Die Discount-Händler Aldi Nord und Aldi Süd nehmen das Produkt Ei nach der Gesundheitswarnung des Bundesinstituts für Risikobewertung vom 2. August vollständig aus dem Sortiment.[9]
- Hannover/Deutschland: Durch den Wechsel der Landtagsabgeordneten Elke Twesten von den Grünen zur CDU verlieren die Regierungsparteien SPD und Grüne ihre Mehrheit im Parlament.[10]
- Kigali/Ruanda: Bei der Präsidentschaftswahl wird Amtsinhaber Paul Kagame bestätigt. Die Wahlkommission weist eine Zustimmung der Wähler von 98 % aus.[11]
- New York/Vereinigte Staaten: Die Regierung der Vereinigten Staaten teilt den Vereinten Nationen mit, dass die USA mit Wirkung zum 4. November 2020 aus dem Klimaschutz-Übereinkommen von Paris aussteigen.[12]

### Samstag, 5. August 2017
- as-Suchna/Syrien: Unterstützt von Luftangriffen der Streitkräfte Russlands nimmt die regierungstreue syrische Armee die Kleinstadt as-Suchna ein. Sie war die letzte von der Terrororganisation Islamischer Staat gehaltene Stadt im Gouvernement Homs.[13]
- Caracas/Venezuela: Nach der konstituierenden Sitzung am Vortag wird die verfassunggebende Versammlung von ihrer Präsidentin Delcy Rodriguez eröffnet. Venezuela befindet sich in der internationalen Isolation, seit die Vereinigten Staaten im vergangenen Jahrzehnt mit der Gründung der Bolivarianischen Allianz für Amerika überrascht wurden, welche eine von den USA gewünschte Freihandelszone in Nord- und Südamerika verhindert. In Venezuela mündeten die Spannungen zwischen bolivarianischen und pro-westlichen Kräften 2014 in eine tiefe, anhaltende Staatskrise.[14]
- Caracas/Venezuela: Die verfassunggebende Versammlung entlässt Generalstaatsanwältin Luisa Ortega Díaz aus dem Dienst. Diese sieht in der Einberufung der Versammlung eine Missachtung des Parlaments und einen „Putsch“ gegen die Verfassung von 1999.[15]
- Montevideo/Uruguay: Der Gemeinsame Markt Südamerikas, die supranationale Vereinigung Mercosur, schließt das Land Venezuela wegen Verstößen gegen die demokratische Ordnung aus.[16]
- Sar-i Pul/Afghanistan: Im Dorf Mirza Olang im Distrikt Sayyad verüben Mitglieder der Miliz Taliban sowie der Terrororganisation Islamischer Staat ein Massaker an Zivilisten.[17]
- Wien/Österreich: Bei der Beachvolleyball-Weltmeisterschaft gewinnt das deutsche Duo Laura Ludwig und Kira Walkenhorst die Goldmedaille. Im Finale setzen sie sich mit 2:1 (19:21, 15:9, 21:13) gegen das amerikanische Duo aus Lauren Fendrick und April Ross durch.[18]

### Sonntag, 6. August 2017
- Enschede/Niederlande: Im Finale der 12. Fußball-Europameisterschaft der Frauen gewinnt die Niederlande 4:2 gegen Dänemark.[19]
- Großarl/Österreich: Im Ortsteil Schied der Marktgemeinde Großarl verschüttet eine Mure die Landesstraße 109 im Land Salzburg. Die Menschen talaufwärts sind für Stunden von der Außenwelt abgeschnitten.[20]

### Montag, 7. August 2017
- Genf/Schweiz: Die Schweizer Juristin Carla Del Ponte tritt als Syrien-Sonderermittlerin zurück. Begründung des Rücktritts ist, dass man „rein gar nichts“ geschafft habe und sie nicht „Alibi-Ermittlerin“ sein wolle.[21]

### Dienstag, 8. August 2017

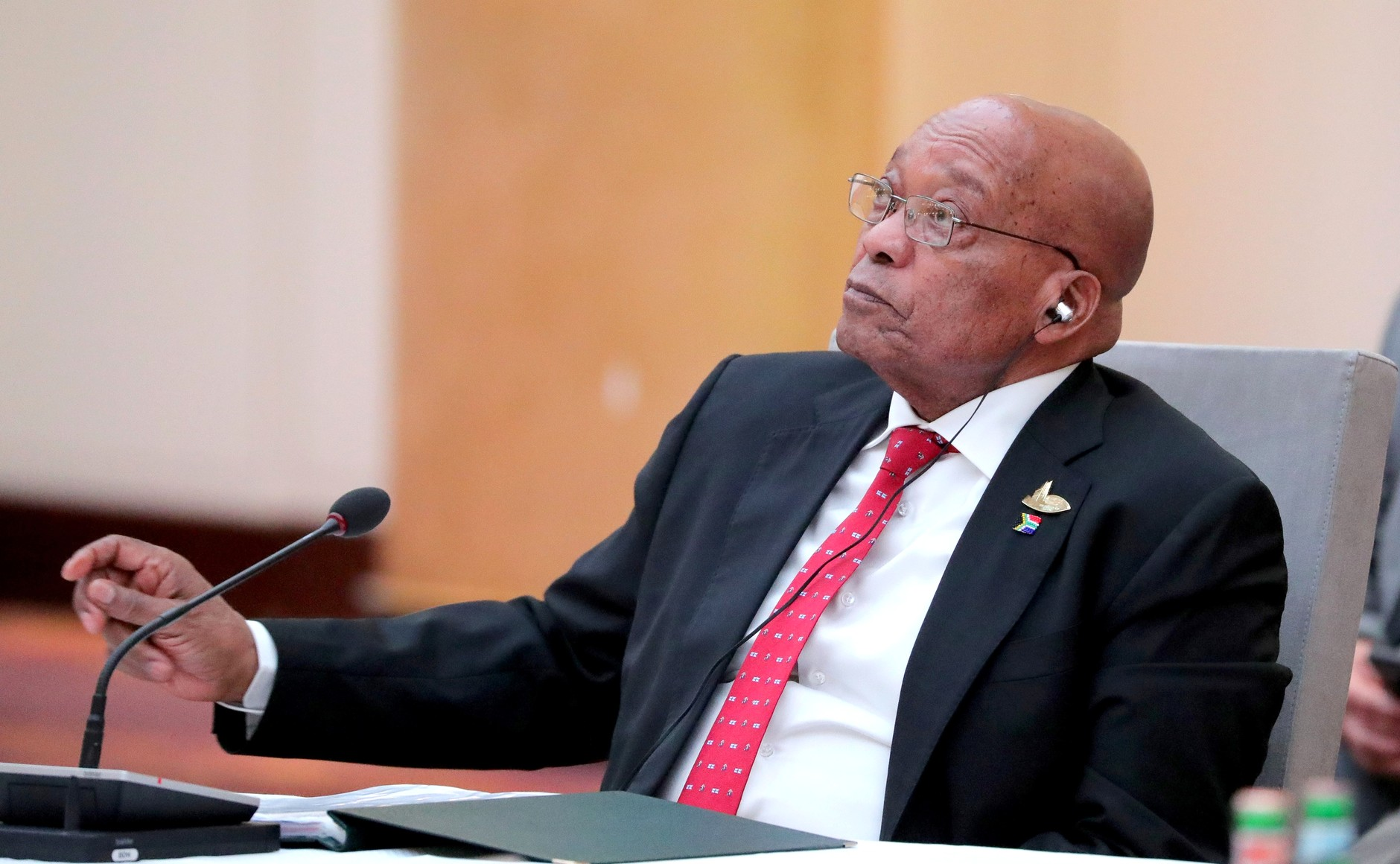
Jacob Zuma

- Caracas/Venezuela: Die Streitkräfte Venezuelas riegeln das Gebäude der Nationalversammlung ab und sperren die Abgeordneten des Parlaments aus. In der Folge tagt die verfassunggebende Versammlung zum ersten Mal im bisherigen Parlamentssaal.[22]
- Nairobi/Kenia: Bei der Präsidentschaftswahl kann sich Uhuru Kenyatta im höchsten Staatsamt behaupten. Der Zweitplatzierte Raila Odinga spricht öffentlich von Wahlfälschung.[23]
- Pretoria/Südafrika: Der vor acht Jahren ins höchste Staatsamt gewählte Präsident Jacob Zuma (ANC) übersteht sein neuntes Misstrauensvotum. Die Parlamentarier entscheiden mit 189 zu 177 Stimmen für Zuma.[24]
- Sichuan/China: Bei einem Erdrutsch in Liangshan und einem Erdbeben der Stärke 6,5 Mw mit Epizentrum im Kreis Jiuzhaigou sterben in der Provinz Sichuan mindestens 40 Menschen.[25][26]

### Mittwoch, 9. August 2017

Wappen von Guam

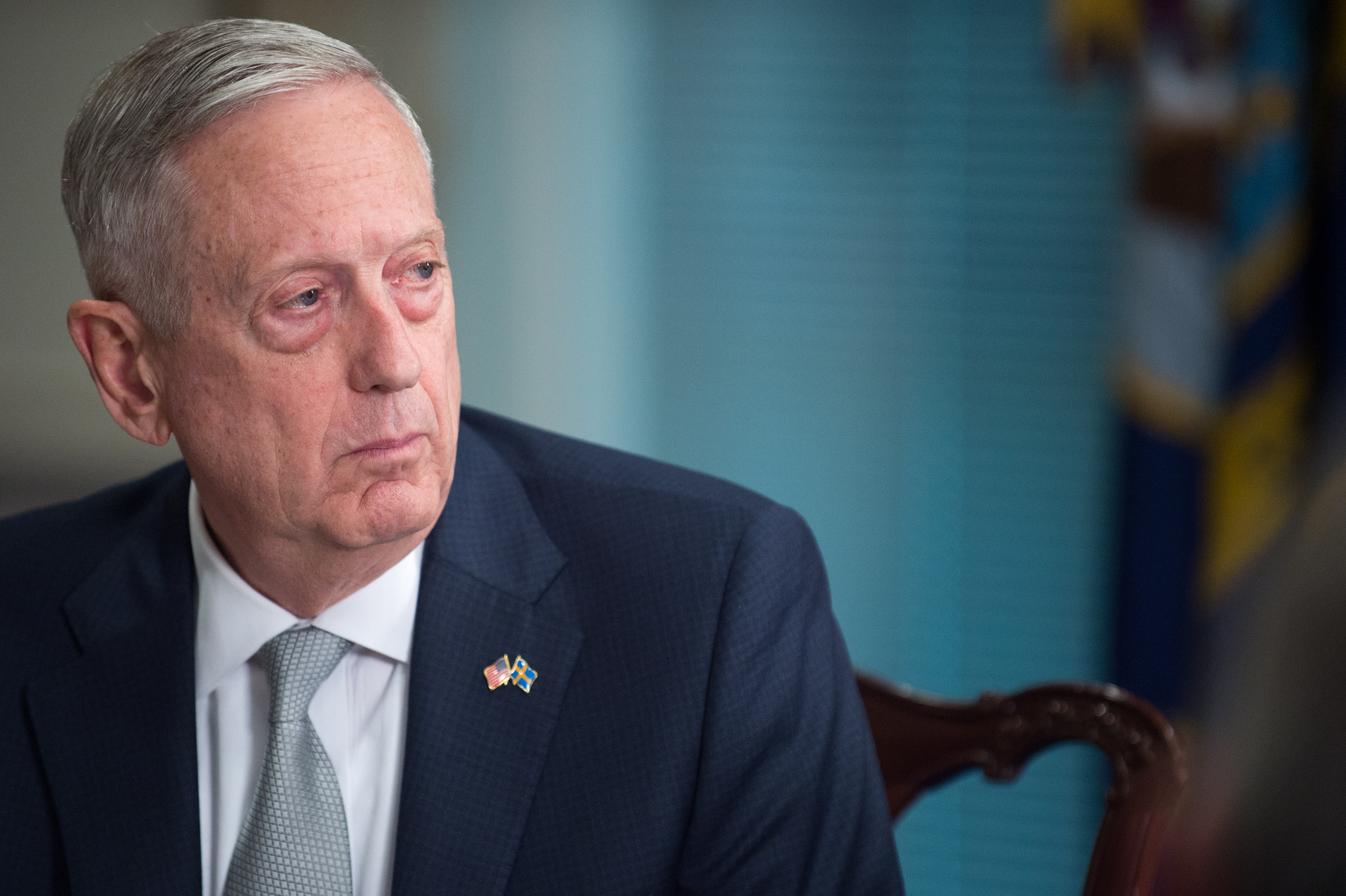
James Mattis

- Levallois-Perret/Frankreich: Bei einer Auto-Attacke auf eine Soldaten-Gruppe im Pariser Vorort Levallois-Perret werden vier Soldaten schwer verletzt. Nach einer Verfolgungsjagd mit anschließender Schießerei wird ein 36 Jahre alter Algerier in der Nähe der nordfranzösischen Stadt Boulogne-sur-Mer festgenommen.[27]
- Pjöngjang/Nordkorea: Die staatliche Nachrichtenagentur KCNA berichtet über Planspiele von Staatsoberhaupt Kim Jong-un, den US-Stützpunkt auf der Insel Guam im Pazifik anzugreifen, nachdem US-Präsident Donald Trump die nordkoreanische Führung aufrief, keine Drohungen mehr gegen die Vereinigten Staaten auszusprechen, weil sein Land anderenfalls mit „Feuer und Zorn“ antworten werde.[28]
- Washington, D.C./Vereinigte Staaten: US-Verteidigungsminister James Mattis warnt Nordkoreas Machthaber in einem Statement vor Handlungen, die „zum Ende ihres Regimes und zur Zerstörung ihres Volkes“ führen würden.[29]

### Donnerstag, 10. August 2017
- Nairobi/Kenia: Ein Sprecher der Wahlkommission der Präsidentschaftswahl vor zwei Tagen bezeichnet die Proklamation des Wahlsiegs seitens der Opposition als „lächerlich“. Das offizielle Ergebnis nach Auszählung fast aller Stimmen weist die Kommission mit 54,2 % Zustimmung zum alten und neuen Präsidenten Uhuru Kenyatta aus, während nur 44,9 % Stimmenanteil auf den oppositionellen Raila Odinga entfallen.[30]
- Sisimiut/Grönland: Im Westen der Insel stehen 500 Hektar Grasland mitsamt dem darunter liegenden Torf in Flammen. Klimaforscher betrachten die immer häufigeren Tundra-Brände auf der Insel als Folge der globalen Erwärmung.[31]

### Freitag, 11. August 2017
- Alexandria/Ägypten: Ein Personenzug fährt kurz vor dem Bahnhof des Vororts Chorschid auf einen anderen Zug auf. Dabei kommen mindestens 40 Menschen ums Leben und mehr als einhundert weitere werden verletzt.[32]
- Bedminster/Vereinigte Staaten: US-Präsident Donald Trump ruft wegen der „Opiat-Krise“ den nationalen Notstand aus. In den Vereinigten Staaten sterben jährlich mehr Personen durch den Konsum von Kokain, Heroin und anderer Drogen als durch Verkehrsunfälle oder Schusswaffen.[33]
- Berlin/Deutschland: Der Hohe Flüchtlingskommissar der Vereinten Nationen Filippo Grandi und Bundeskanzlerin Angela Merkel beraten über Maßnahmen zur Verminderung der Flüchtlingsbewegung von Nordafrika über das Mittelmeer nach Europa. Merkel spricht sich für mehr Unterstützung der Küstenwache von Libyen aus. Grandi schlägt vor, die bestehenden libyschen Haftlager für illegale Migranten in dauerhafte Aufnahmelager umzuwandeln.[34]
- Nagold/Deutschland: Durch das Umkippen eines Mülllasters mit überhöhter Geschwindigkeit auf einer Kreuzung sterben fünf Personen.[35]

### Samstag, 12. August 2017

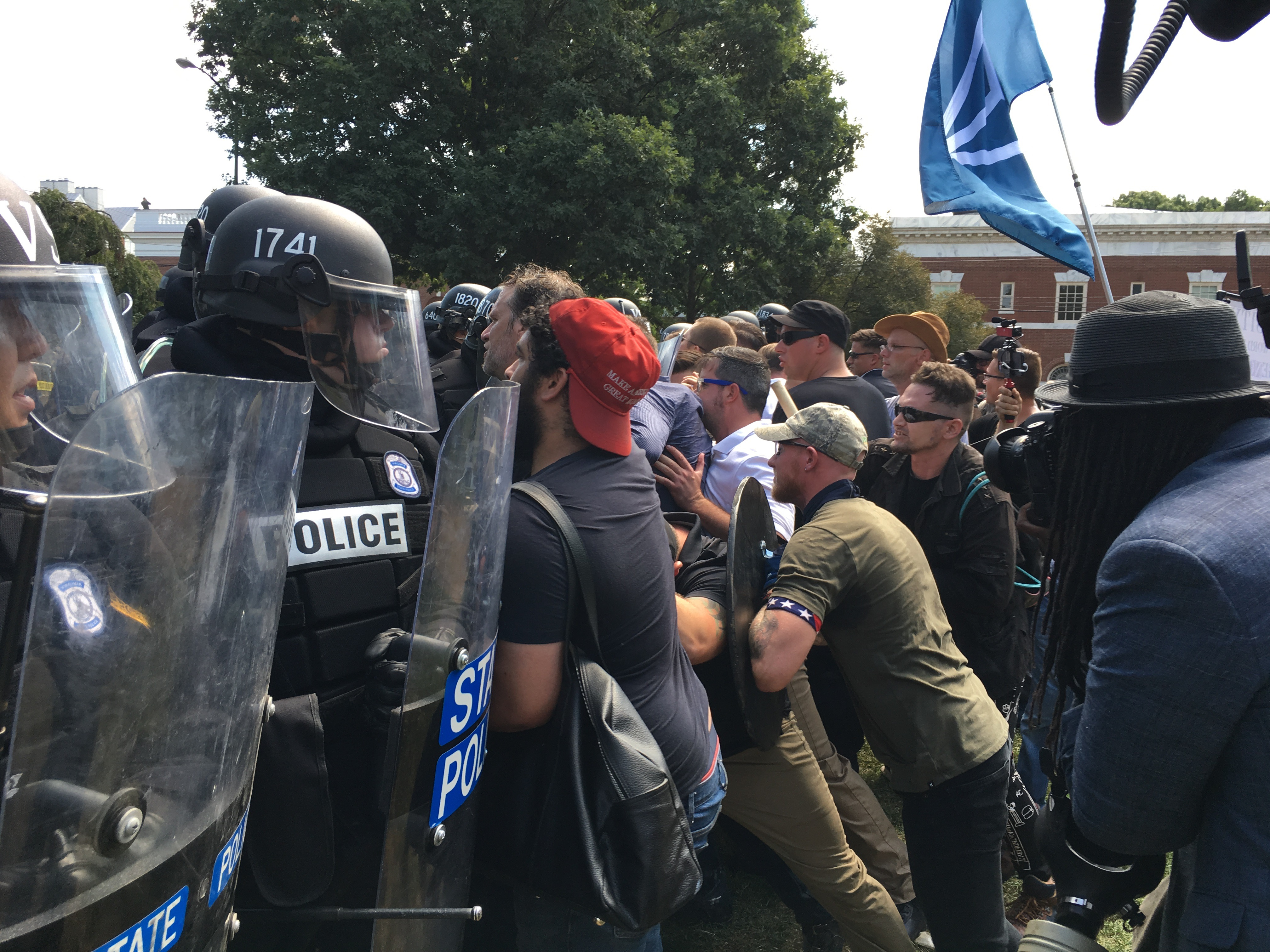
Szene des Demonstrationsgeschehens in Charlottesville

- Szene des Demonstrationsgeschehens in CharlottesvilleCharlottesville/Vereinigte Staaten: Am Rande eines Aufmarsches rechtsextremer Gruppierungen fährt ein Auto in eine Gruppe von Gegendemonstranten, wodurch ein Mensch getötet wird und 19 verletzt werden.[36]
- Locarno/Schweiz: Die Dokumentation Mrs. Fang des chinesischen Regisseurs Wang Bing gewinnt den Goldenen Leoparden des 70. Filmfestivals von Locarno.[37]
- Nairobi/Kenia: Bei Ausschreitungen im Nachgang der Präsidentschaftswahl, zu deren Sieger Uhuru Kenyatta erklärt wurde, starben bis heute 24 Personen, davon 17 in Nairobi, berichtet die Kenya National Commission on Human Rights (deutsch Nationale Kenianische Menschenrechtskommission). Die größte Oppositionspartei spricht von mehr als einhundert Toten im ganzen Land.[38][39]
- Rastatt/Deutschland: Die Bahnstrecke Mannheim–Basel wird kurzfristig zwischen Rastatt und Baden-Baden für mehrere Wochen gesperrt, nachdem sich bei Niederbühl an der Baustelle des Rastatter Tunnels die Gleise gesenkt haben.[40]

### Sonntag, 13. August 2017

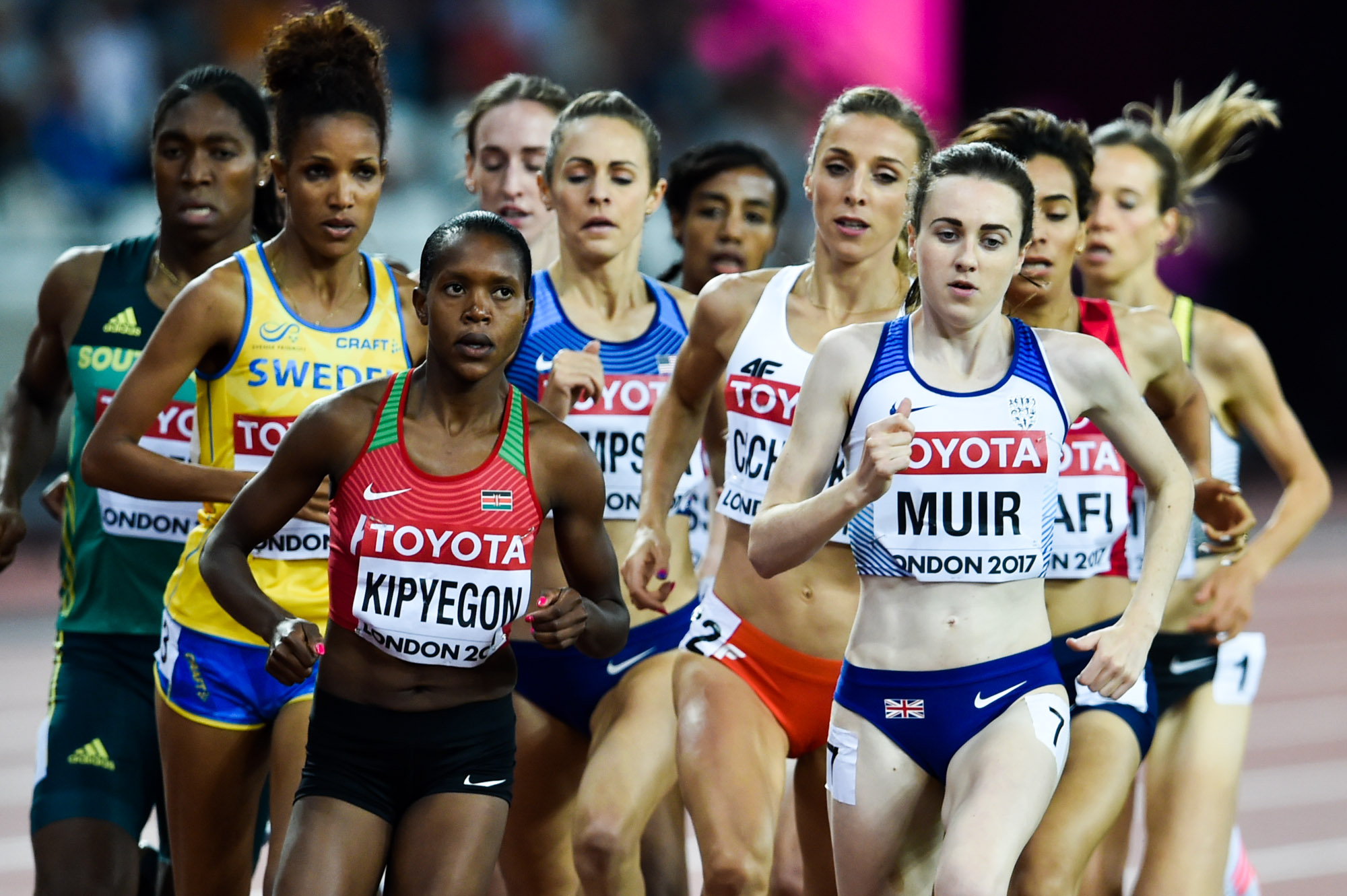
Finale im 1500-Meter-Lauf der Frauen, 3. v. l. die spätere Siegerin Faith Kipyegon

- London/Vereinigtes Königreich: Die 16. Ausgabe der Leichtathletik-Weltmeisterschaften endet. Die erfolgreichste Nation sind die Vereinigten Staaten mit 30 Medaillen. Fünf Medaillen gehen nach Deutschland.[41]
- Regensburg/Deutschland: Nach Ärzte ohne Grenzen setzt auch die Nichtregierungsorganisation (NGO) Sea-Eye e. V. ihre Rettungsaktionen im Mittelmeer aus. Das Seerechtsübereinkommen der Vereinten Nationen verpflichtet zwar zur Aufnahme geretteter Schiffbrüchiger durch einen sicheren Hafen, es häuften sich jedoch Hinweise auf vorsätzlichen Schiffbruch zur Migration in die Europäische Union. Italien will restriktiver als bisher gegenüber NGOs auftreten, außerdem beschoss Libyen laut Sea-Eye in den letzten Tagen Rettungsschiffe in seinen Hoheitsgewässern.[42][43]

### Montag, 14. August 2017
- Regent/Sierra Leone: In der Stadt kommt es nach einem Unwetter zu einem Bergsturz, der nach ersten Schätzungen rund einhundert Menschen unter sich begräbt. Das Rote Kreuz rechnet mit mindestens 300 Todesopfern.[44]

### Dienstag, 15. August 2017

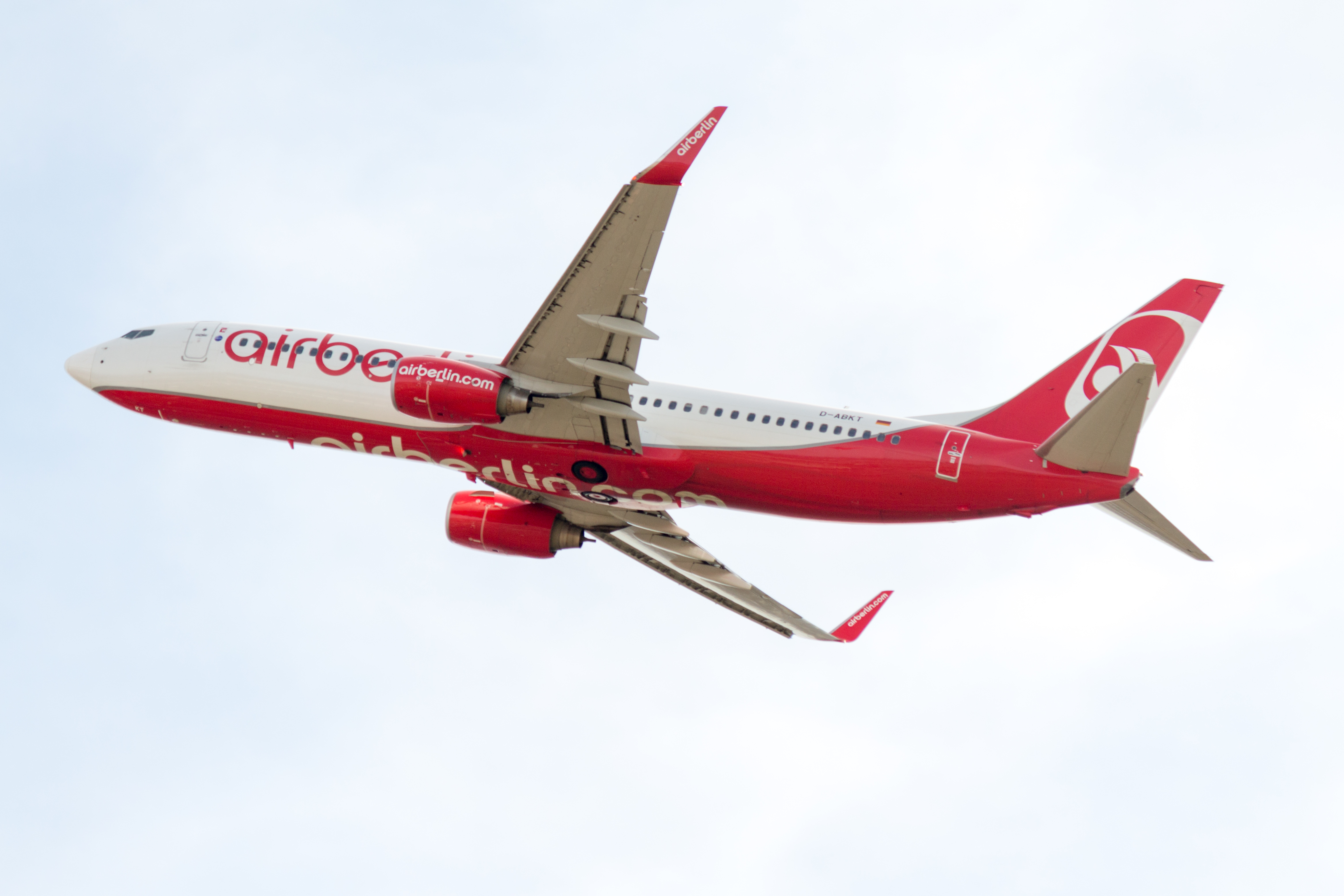
Boeing 737 der Air Berlin

- Berlin/Deutschland: Die Fluggesellschaft Air Berlin beantragt beim Amtsgericht Charlottenburg die Eröffnung eines Insolvenzverfahrens. Der Flugbetrieb wird zunächst fortgesetzt, da der Bund übergangsweise 150 Millionen Euro Kredit gewährt.[45][46]

### Mittwoch, 16. August 2017
- Puerto Ayacucho/Venezuela: Bei der Niederschlagung einer Häftlingsrevolte in einem Gefängnis kommen mindestens 37 Insassen ums Leben. Die venezolanische Opposition spricht von einem „Massaker“.[47]
- Weltweit: Ein Tweet des ehemaligen US-Präsidenten Barack Obama zum Attentat in Charlottesville steigt binnen drei Tagen zum Beitrag mit den meisten Likes in der Geschichte des Mikrobloggingdienstes Twitter auf. Obama zitiert darin den südafrikanischen Apartheidsgegner Nelson Mandela: „Niemand hasst von Geburt an jemanden aufgrund dessen Hautfarbe, dessen Herkunft oder dessen Religion.“[48]
- Wien/Österreich: Der städtische Verkehrsbetrieb Wiener Linien stellt wegen der Zunahme von Vandalismus sowie zur Vorbeugung von Gewaltkriminalität die ersten 22 eigenen Sicherheitskräfte in Dienst, weitere werden folgen.[49]

### Donnerstag, 17. August 2017

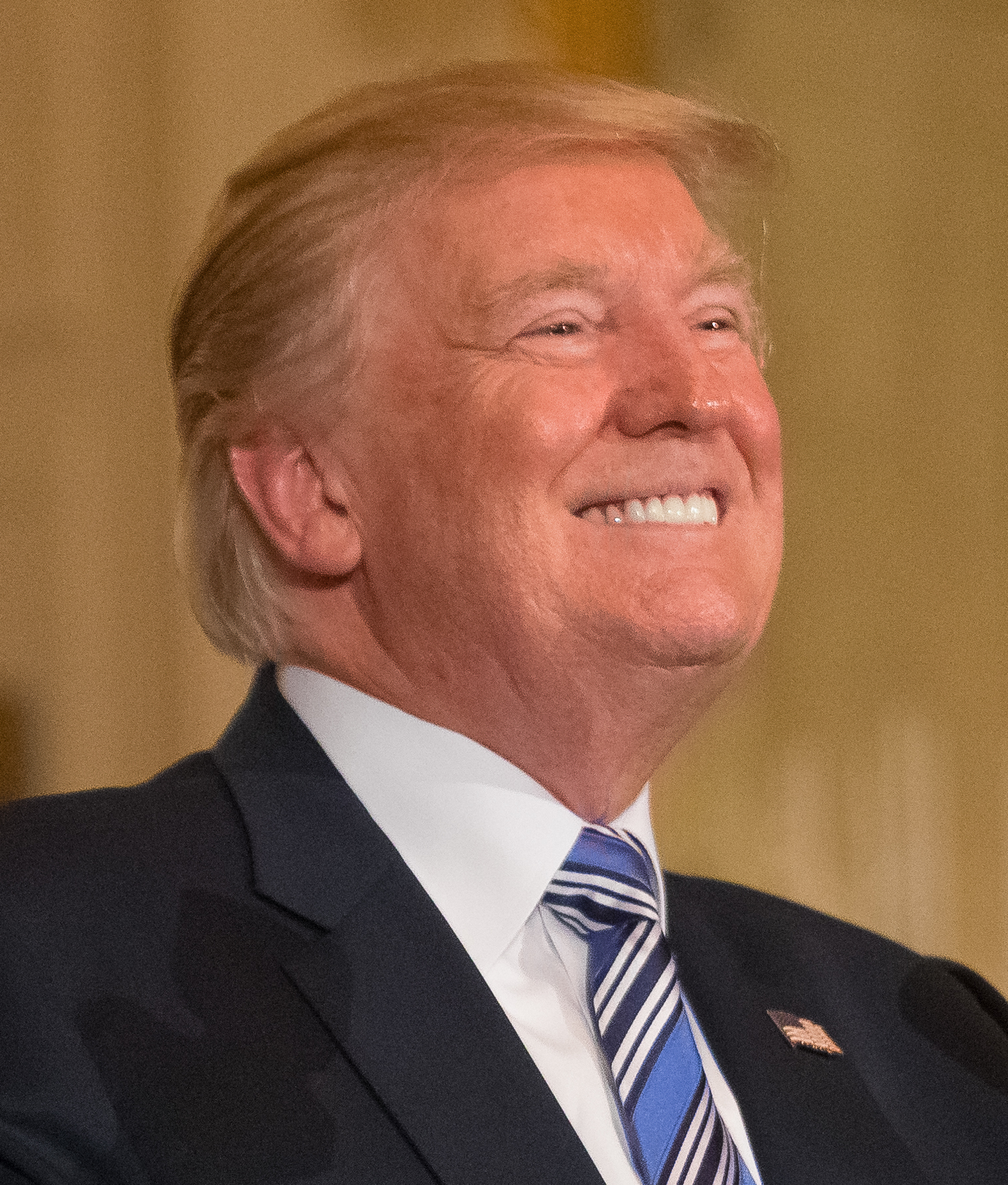
Donald Trump

- Barcelona/Spanien: Auf der Promenade Las Ramblas steuert ein 22-jähriger Marokkaner einen Fiat Talento in Zick-zack-Linie durch eine Menschenmenge. Dabei verlieren 13 Menschen ihr Leben und über einhundert werden verwundet. Anschließend bezeichnet die Terrororganisation Islamischer Staat ihn und die Mittäter als Soldaten des Dschihad.[50][51]
- Washington, D.C./Vereinigte Staaten: Auf den Terroranschlag in Barcelona reagiert US-Präsident Donald Trump, indem er brutale Methoden gegen Islamisten empfiehlt, so jedenfalls interpretiert die Mehrheit der Medien folgenden Beitrag von Trump auf Twitter: „Untersucht, was General Pershing … mit … Terroristen machte. Danach gab es 35 Jahre lang keinen islamistischen Terror mehr.“[52]

### Freitag, 18. August 2017

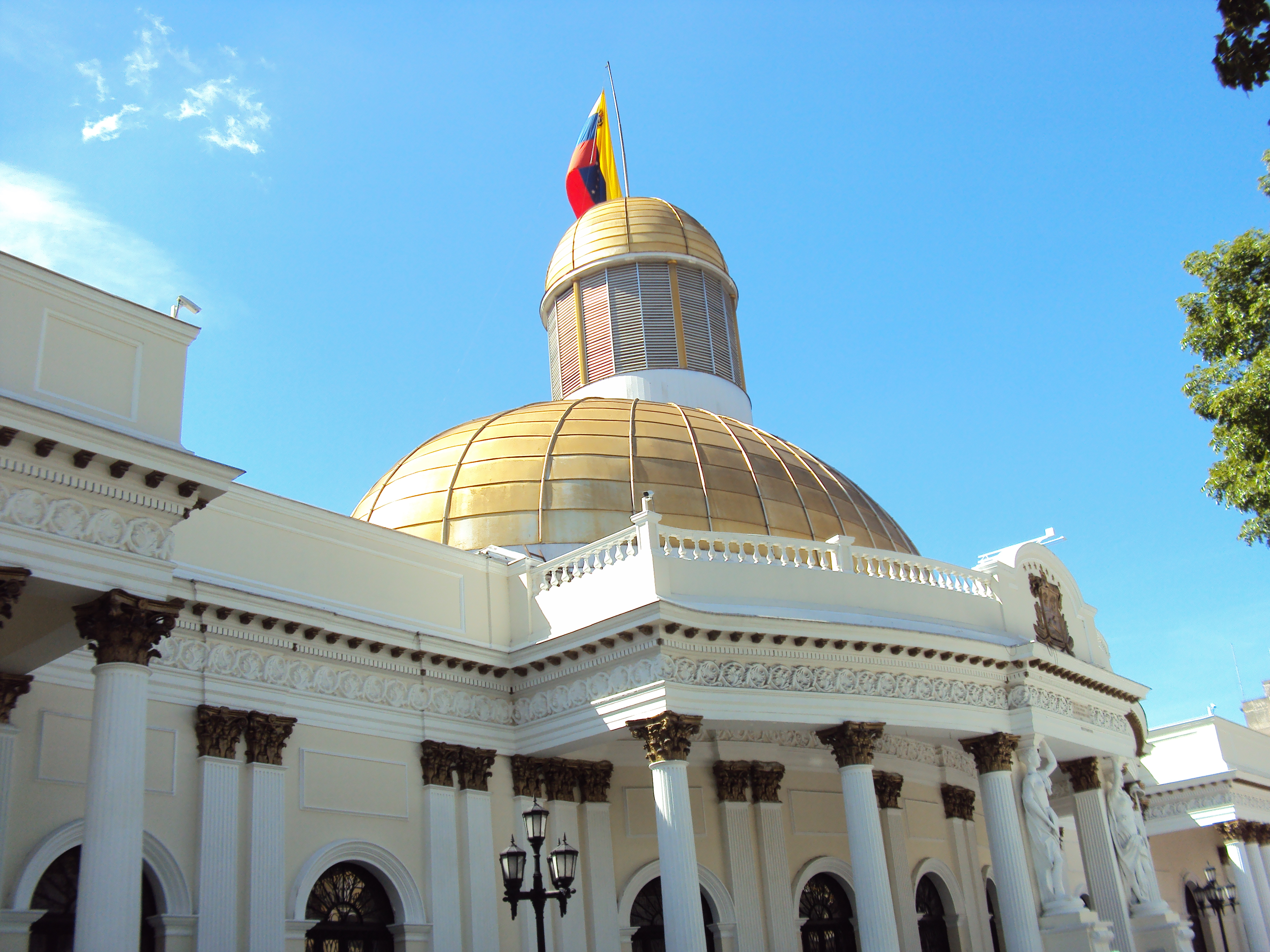
Parlamentsgebäude in Caracas

- Cambrils/Spanien: In der Nacht von Donnerstag auf Freitag stoppen Polizisten 100 km südlich der katalanischen Hauptstadt Barcelona ein Auto mit fünf bewaffneten Personen, dessen Fahrer den Wagen unvermittelt beschleunigt, gegen sieben Fußgänger lenkt und dabei eine Frau tödlich trifft. Danach werden die Männer von der Polizei erschossen. Die Ermittler sehen den Vorfall im Zusammenhang mit dem Anschlag in Barcelona.[53]
- Caracas/Venezuela: Die verfassunggebende Versammlung entzieht dem Parlament von Venezuela per Dekret die Entscheidungsgewalt. Die Mehrheit der Abgeordneten des Parlaments steht in Opposition zu Präsident Nicolás Maduro und zeigte sich bisher machtlos gegen den Umbau des Staats zur Diktatur.[54]
- Philippinensee: Eine privat finanzierte amerikanische Forschergruppe entdeckt bei einem Tauchgang das Wrack des Kreuzers Indianapolis 72 Jahre nach dessen Untergang in einer Tiefe von rund 5.500 m im Pazifik.[55]
- Turku/Finnland: Am Mittag greift ein Mann auf dem Puutori-Markt im Stadtzentrum mehrere Menschen mit einem Messer an. Bei der Attacke des Marokkaners, dessen Asylantrag nicht bewilligt wurde, sterben zwei Personen, sechs weitere werden verletzt.[56]
- Washington, D.C./Vereinigte Staaten: Der Chefstratege im Weißen Haus Stephen Bannon wird von John Kelly, Stabschef des US-Präsidenten Donald Trump, von seiner Funktion entbunden. Bannon gilt als einer der Architekten des Siegs von Donald Trump bei der Präsidentschaftswahl 2016.[57]

### Samstag, 19. August 2017
- Surgut/Russland: In der sibirischen Ölstadt Surgut greift ein Mann mit einem Messer bewaffnet im Zentrum mehrere Passanten an. Dabei werden acht Menschen verletzt. Der Angreifer wird daraufhin erschossen. Laut der örtlichen Polizei handelt es sich um einen 1994 geborenen Einheimischen.

### Sonntag, 20. August 2017
- Damaskus/Syrien: Ein Mörsergeschoss schlägt bei laufender Veranstaltung am Eingang der Messe „Damascus International Fair“ ein. Augenzeugen berichten von sechs Todesopfern.[58]

### Montag, 21. August 2017

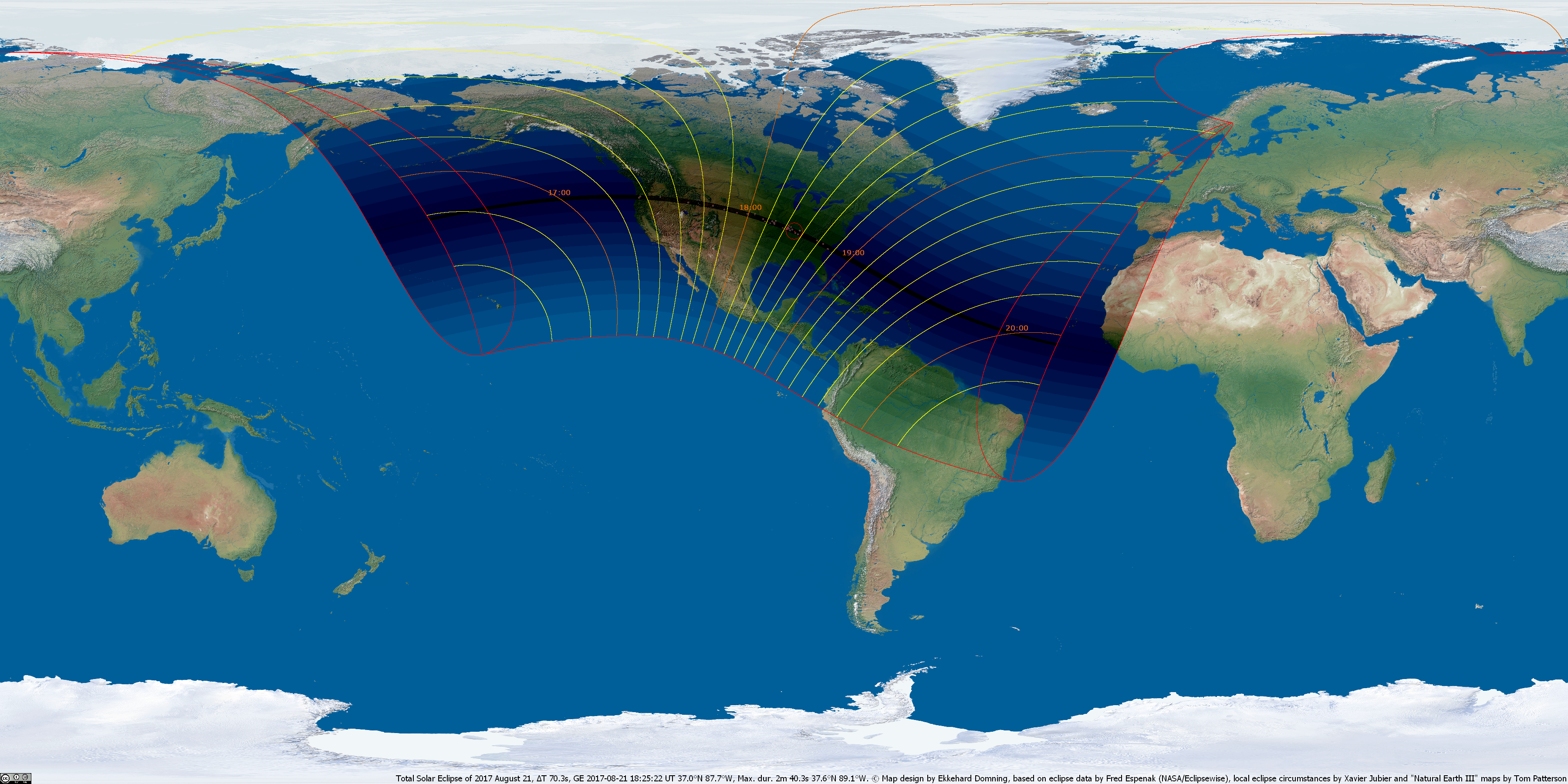
Region der totalen Finsternis (schwarz)

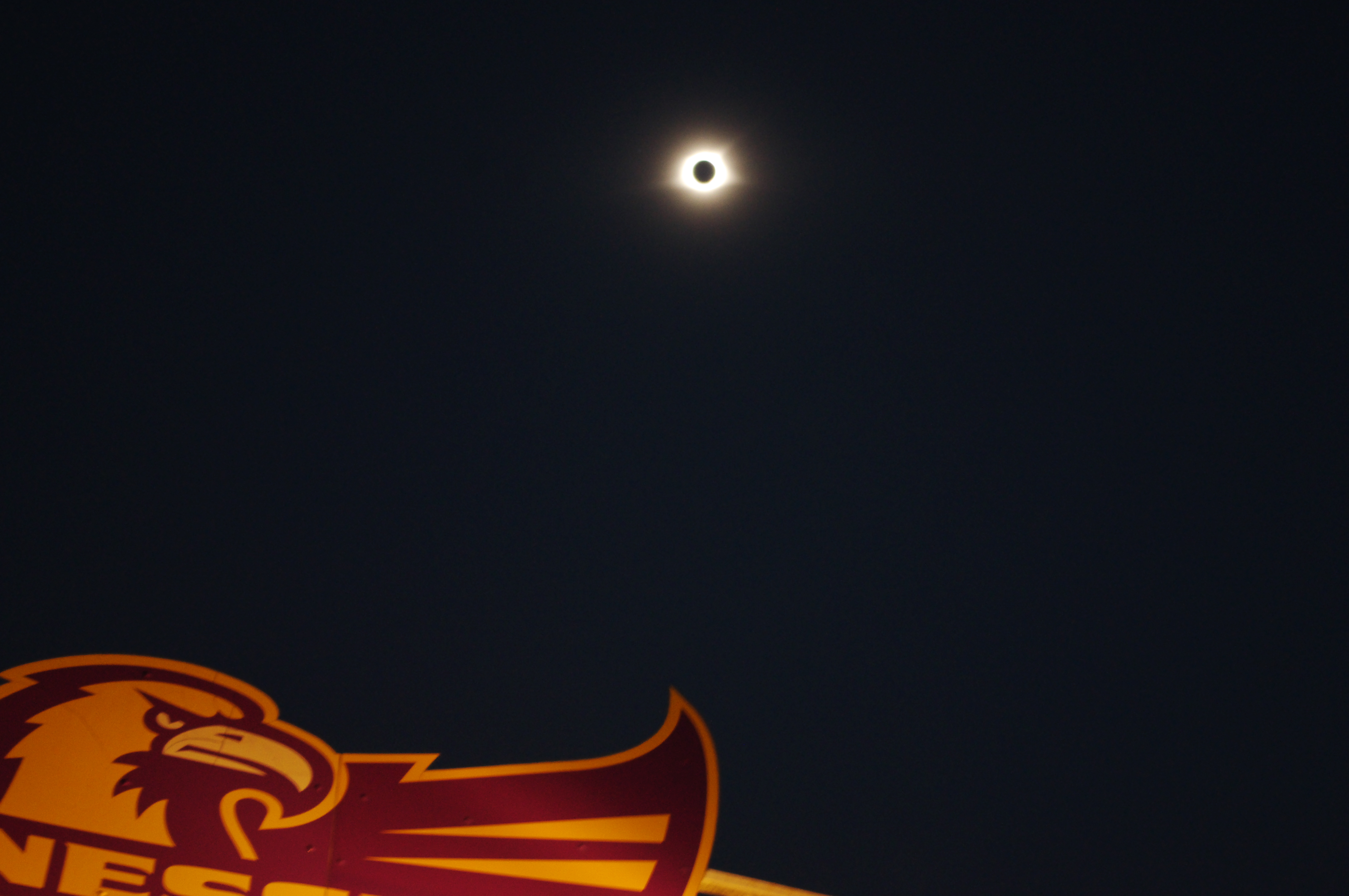
Cookeville, Tennessee

- Deir ez-Zor/Syrien: Die Streitkräfte Russlands fliegen einen Luftangriff auf einen Militärkonvoi der Terrororganisation Islamischer Staat. Dabei sollen etwa 200 Mitglieder der islamistischen Vereinigung ums Leben gekommen sein.[59]
- Hannover/Deutschland: Die Mitglieder des 17. Niedersächsischen Landtages beschließen die Selbstauflösung des Parlaments. Die Parteien der Landesregierung unter Führung von Stephan Weil (SPD) sind in der parlamentarischen Minderheit, seit die ehemalige Grünen-Abgeordnete Elke Twesten Anfang August in die CDU eintrat.[60]
- Nashville/Vereinigte Staaten: Von Tennessee aus beobachtet ist die Sonne bei der totalen Sonnenfinsternis mit 160 Sekunden am längsten durch den Mond verdeckt. Der Kernschatten des Mondes trifft auf 14 Bundesstaaten der USA.[61]

### Dienstag, 22. August 2017
- ar-Raqqa/Syrien: Die Allianz gegen die Terrororganisation Islamischer Staat fliegt Luftangriffe auf deren Hochburg im Norden Syriens, bei denen nach Angaben der Syrischen Beobachtungsstelle für Menschenrechte neben einer unbekannten Anzahl an Terroristen mindestens 40 Zivilisten sterben. Die internationale Allianz wird angeführt von den Vereinigten Staaten.[62]
- Karlsruhe/Deutschland: Der Bundesgerichtshof stellt fest, dass Großeltern kein pauschales Recht auf den Umgang mit ihren Enkelkindern haben. Im konkreten Fall warfen die Großeltern den Eltern seelische Misshandlung der Enkelkinder vor, die Eltern untersagten deshalb jeglichen Kontakt und die Großeltern gingen mit juristischen Mitteln gegen dieses Verbot vor.[63]

### Mittwoch, 23. August 2017

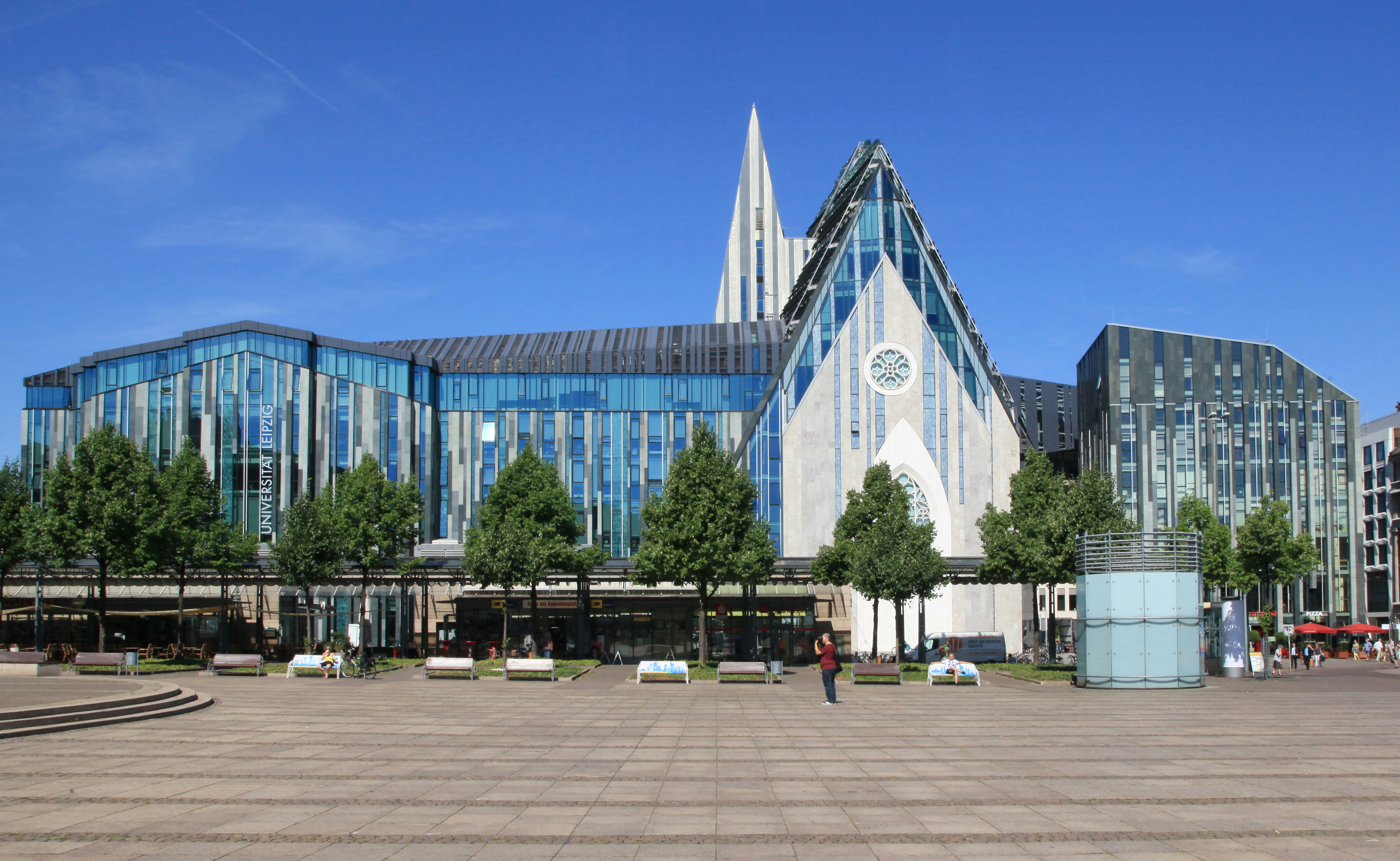
Paulinum in Leipzig

- Bregaglia/Schweiz: Auf der Gemarkung des Ortsteils Bondo stürzt eine Steinlawine vom Piz Cengalo in ein Seitental des Bondasca-Tals. Das etwa einhundert Einwohner zählende Graubündner Bergdorf Bondo wird in der Folge evakuiert. Mindestens 8 Wanderer gelten bei Sonnenuntergang noch als vermisst.[64]
- Leipzig/Deutschland: Das Paulinum, Nachfolgebau der 1968 gesprengten Universitätskirche St. Pauli, ist acht Jahre nach dem ursprünglichen Eröffnungstermin fertiggestellt.[65]
- Luanda/Angola: Bei der Wahl zur Nationalversammlung überlässt der seit 1979 amtierende Präsident José Eduardo dos Santos die Spitzenkandidatur für die regierende Volksbewegung zur Befreiung Angolas (MPLA) seinem Vizepräsidenten João Lourenço. Die MPLA gewinnt die Wahl und Lourenço wird neues Staatsoberhaupt.[66]
- Brüssel/Belgien: Ein 30-jähriger greift im Zentrum der belgischen Hauptstadt zwei Soldaten mit einem Messer an und verletzt diese. Anschließend wird der Angreifer erschossen. Der islamische Staat hat diese Tat für sich reklamiert.
- London/Vereinigtes Königreich: Fast zeitgleich zur Attacke in Brüssel greift ein Mann vor dem Buckingham-Palast Polizisten mit einem Messer an. Zwei Polizisten werden leicht verletzt. Der Angreifer kann festgenommen werden.

### Donnerstag, 24. August 2017
- London/Vereinigtes Königreich: Die Nationale Statistikbehörde teilt mit, dass zwischen März 2016 und März 2017 über 120.000 Staatsbürger aus Mitgliedstaaten der Europäischen Union das Königreich dauerhaft verließen, ein Drittel mehr als zwischen März 2015 und März 2016. Die Zuwanderung ging zurück, ist aber weiterhin stärker als die Emigration.[67]

### Freitag, 25. August 2017

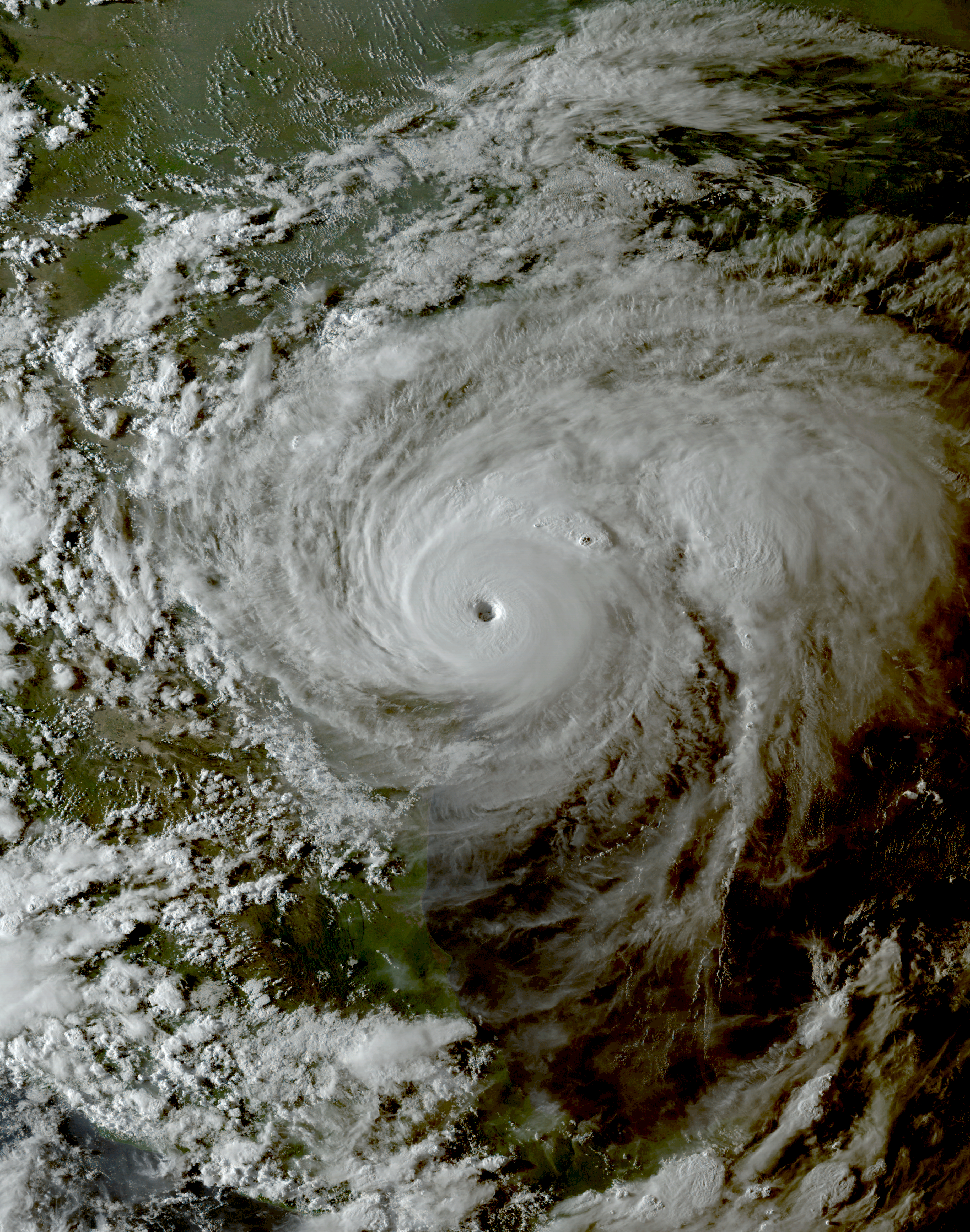
Hurrikan Harvey: im Norden Texas, im Westen Mexiko, der Hurrikan zieht nach Nordwest

- Bangkok/Thailand: Das Oberste Gericht erlässt Haftbefehl gegen die ehemalige Ministerpräsidentin Yingluck Shinawatra.[68]
- Berlin/Deutschland: Das Bundesministerium des Innern verbietet die Website „linksunten.indymedia.org“. Die Plattform unterstützte Linksextremisten bei der Vorbereitung und Durchführung von Straftaten, z. B. im Juli in Hamburg.[69]
- Dortmund/Deutschland: Der Verein Deutsche Sprache kürt die Evangelische Kirche in Deutschland zum „Sprachpanscher des Jahres“.[70]
- Rakhine/Myanmar: Bei gezielten Angriffen von Angehörigen der muslimischen Ethnie der Rohingya auf Polizeistationen kommen über 70 Menschen ums Leben. Zwölf der Opfer sind Polizisten. Der Gruppe der Rohingya gehören nur eine Million der 51 Millionen Einwohner Myanmars an und sie genießen keinerlei Schutz als Minderheit.[71]
- Rockport/Vereinigte Staaten: Der Kategorie-4-Hurrikan Harvey erreicht 21.30 Uhr Ortszeit nördlich der Großstadt Corpus Christi die Küste von Texas und zieht landeinwärts. Die Windgeschwindigkeit liegt stellenweise bei 210 km/h.[72]

### Samstag, 26. August 2017
- Belfast/Vereinigtes Königreich: Neuseeland gewinnt das Finale der Frauen-Rugby-Union-Weltmeisterschaft 41:32 gegen England.

### Sonntag, 27. August 2017
- Brüssel/Belgien: Die Frist der Europäischen Kommission im Vertragsverletzungsverfahren gegen Polen für eine Stellungnahme nach der umstrittenen Justizreform läuft aus, ohne dass sich Polen zu den Fragen äußerte.[73]
- Texas/Vereinigte Staaten: Der Hurrikan Harvey ist zwischen zwei subtropischen Hochdruckgebieten eingezwängt und bewegt sich nur langsam vom Fleck. An seinem östlichen Rand transportiert er große Mengen Feuchtigkeit aus dem Golf von Mexiko auf das Festland. Eine Region von der Größe Belgiens ist von Überschwemmungen betroffen, u. a. die Stadt Houston.[74]

### Montag, 28. August 2017

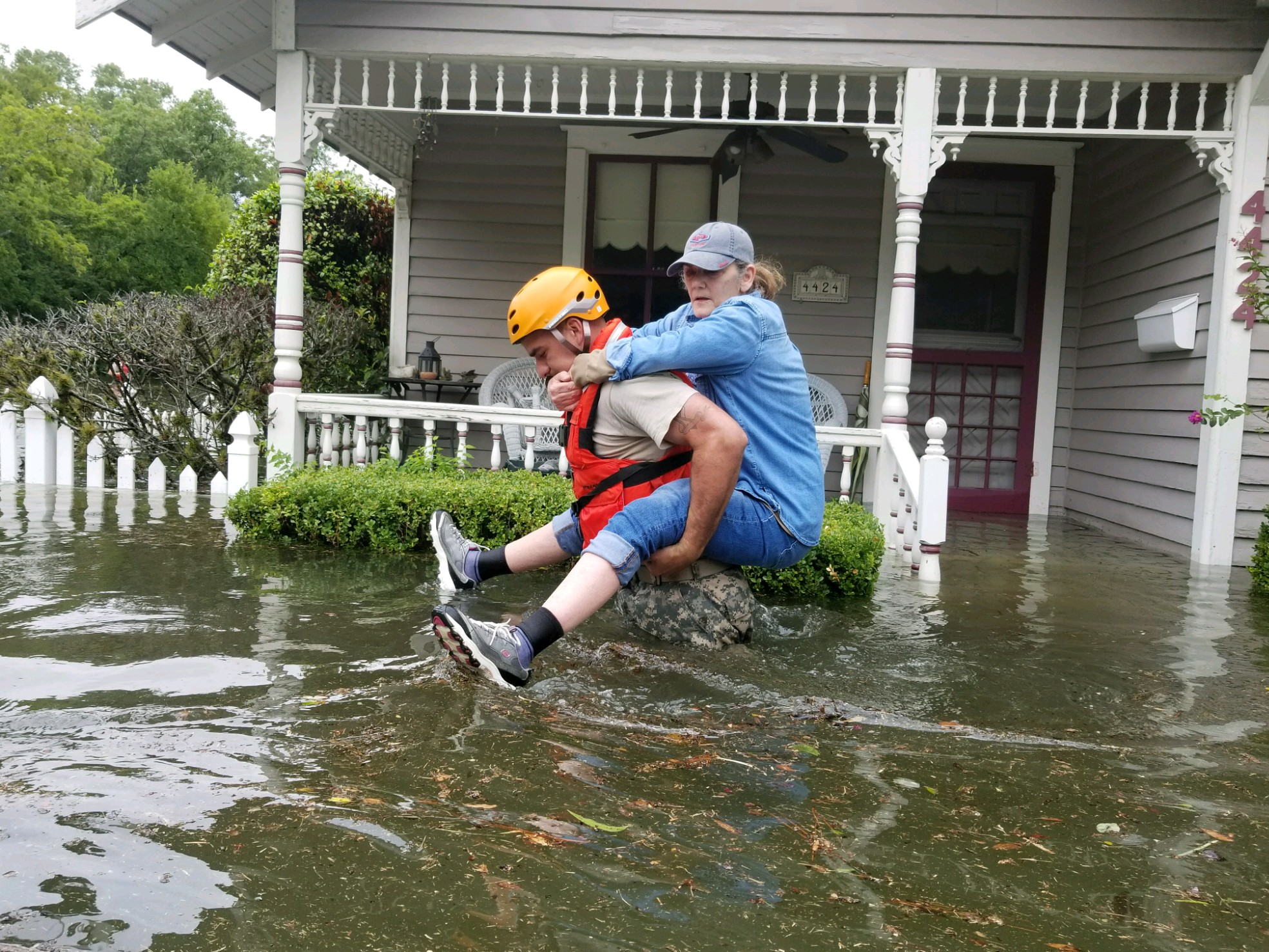
Nationalgardist im Einsatz, Hurrikan Harvey zieht von Texas ab

- Houston/Vereinigte Staaten: Alle Autobahnen im Großraum Houston sind nach starken Regenfällen aus dem Tiefdrucksystem des Hurrikans Harvey überschwemmt. Evakuierungsmaßnahmen laufen in der gesamten Küstenregion zwischen Corpus Christi und Galveston. Die Nationalgarde hilft dabei mit 3.000 Personen aus.[75]

### Dienstag, 29. August 2017
- Dortmund/Deutschland: Viereinhalb Monate nach dem Anschlag auf den Mannschaftsbus von Borussia Dortmund erhebt die Staatsanwaltschaft Dortmund Anklage gegen den Tatverdächtigen Sergej W. wegen 20-fachen versuchten Mordes.[76]
- Golf von Mexiko: Das Auge von Hurrikan Harvey befindet sich wieder über dem offenen Meer, das Tiefdruckgebiet ändert am Vormittag noch einmal seine Richtung und bewegt sich nun auf die Küste von Louisiana zu.[77]

### Donnerstag, 31. August 2017
- Berlin/Deutschland: In einer Umfrage für die Fachzeitschrift Theater heute wählen Kritiker die Volksbühne Berlin zum deutschsprachigen Theater des Jahres.[78]

## Weblinks

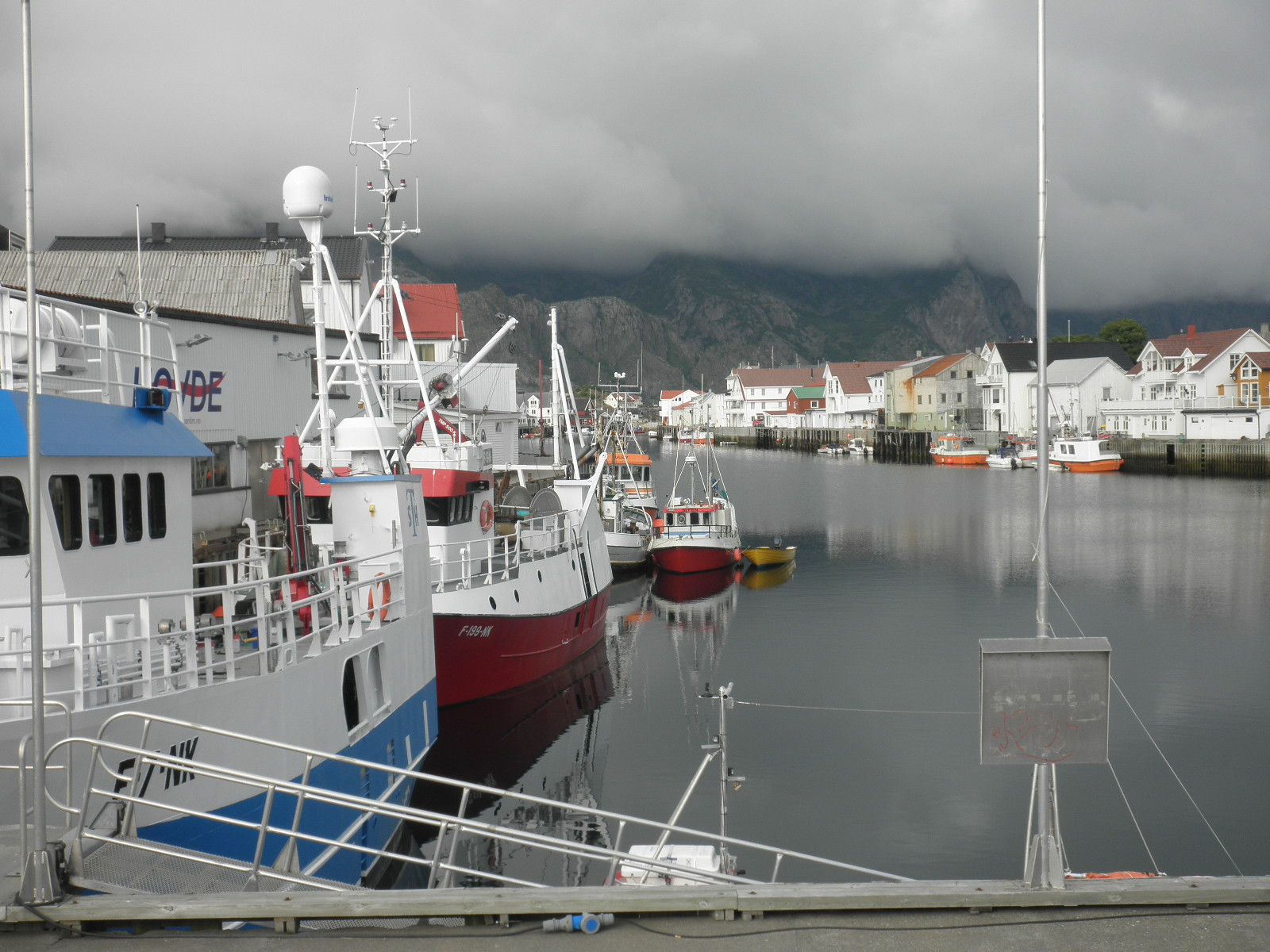
Norwegen im August 2017